# Ned and Stacey
Ned and Stacey is een Amerikaanse komedieserie die in de Verenigde Staten werd uitgezonden van september 1995 tot januari 1997. Ned and Stacey is een productie van televisie-zender FOX en werd in 2010 nog herhaald op zender RTL 5.

## Verhaal
Ned is een man in de reclamewereld van New York die graag hogerop wil komen in het bedrijf waar hij werkt, maar niet gepromoveerd wordt vanwege het feit dat hij niet getrouwd is. Op een avond in een café ontmoet hij journalist Stacey die zo snel mogelijk uit het huis van haar ouders wil verhuizen. De twee kunnen helemaal niet met elkaar opschieten, maar Ned meldt aan zijn baas dat hij de komende week gaat trouwen en na wat onderhandelen met Stacey gaat zij akkoord met de deal en met een huwelijksceremonie waarvan iedereen gelooft dat deze echt is. Het stel gaat ook meteen samenwonen in het dure appartement van Ned waarna natuurlijk meteen de - komische - problemen beginnen.
Ned krijgt te maken met het neurotische gedrag van Stacey, haar financiële schulden, haar drukke uitgaansleven en ten minste een keer brengt zij zelfs Neds baan in gevaar. Stacey botst geregeld met Ned over bepaalde politieke zaken en ervaart de afspraken gemaakt met Ned in verband met hun nephuwelijk geregeld als verstikkend. Maar na verloop van tijd groeien de twee toch naar elkaar toe en gaan zelfs met elkaar op een werkvakantie van Neds bedrijf waar ook een romantische vonk overslaat.

## Rolverdeling
- Thomas Haden Church als Ned Dorsey
- Debra Messing als Stacey Colbert en officieel Stacey Colbert Dorsey
- Nadia Dajani als Amanda Colbert - zus van Stacey
- Greg Germann als Eric Moyer - echtgenoot van Amanda en schijnbaar de beste vriend van Ned

## Intro
Origineel Engels:
Ned: Why Stacey?
Stacey: Why Ned?
Ned: It was business.
Stacey: Strictly business.
Ned: Here's the deal – to get a promotion, I needed a wife.
Stacey: To get a life, I needed his apartment.
Ned: So what the hell, we up and got married.
Stacey: The only thing we have in common? We irritate each other.
Ned: Right! Enjoy the show.
Nederlandse vertaling:
Ned: waarom Stacey?
Stacey: waarom Ned?
Ned: Het was zakelijk.
Stacey: Strikt zakelijk!
Ned: Dit is het verhaal - om promotie te krijgen moest ik getrouwd zijn.
Stacey: Voor een eigen leven had ik zijn appartement nodig.
Ned: Dus wij besloten maar te gaan trouwen.
Stacey: Het enige wat wij twee gemeen hebben? We ergeren ons aan elkaar.
Ned: Juist! Geniet er maar van.